# Evil Conduct
Evil Conduct - голландський панк-гурт. Гурт існував з 1984 по 1988 рік, потім з 1998 по 2015 рік, у жовтні 2018 року гурт відновив свою діяльність.

## Біографія
Evil Conduct засновано у 1984 році в  Roermond,  Limburg. Свій перший Single (музичний) сингл вони випустили у 1990 році під назвою "A Way of Life" (Streetwise Records). У 2000 році перший  lp Sorry... No! виданий лейблом [Skanky'Lil Records]] з Антверпена. Крім того, гурт неодноразово гастролював у Європі. У 2002 році гурт розпочав співпрацю з Knock Out Records в Німеччині. Гурт розпалася у грудні 2015 року.

## Склад гурту
Оригінальний склад (1984-2006)
- Han - вокал, гітара
- Frans - бас
- Ray - ударні

Другий склад (2006-2015)
- Han - вокал, гітара
- Joost - бас
- Ray - ударні

Третій склад (2015)
- Han - вокал, гітара
- Joost - бас
- Phil - ударні

Актуальний склад (2018 - ?)
- Han - вокал, гітара
- Frans - бас
- Ray - ударні

## Дискографія

### Альбоми
- 2000 - Sorry... No! (Skanky'Lil Records)
- 2002 - Eye For an Eye (Knock Out Records)
- 2007 - King of Kings (Knock Out Records)
- 2010 - Rule O.K. (Randale Records)
- 2012 - Working Class Anthems (Randale Records)
- 2014 - Today's Rebellion (Randale Records)
- 2015 - Live at Wild at Heart (Randale Records)

### Сингли та EP
- A Way of Life (Streetwise Records)
- Boot Boys (Mad Butcher Records)
- Never Let You Down (Randale Records)
- The Way We Feel (Randale Records)
- Turning The Past Into The Present (split met The 4 Skins)
- Home Sweet Home/One Of The Boys (Randale Records)
- The Way We Feel (Randale Records)

## Зовнішні посилання
- Facebook-pagina van Evil Conduct
- Discografie van Evil Conduct op Discogs [Архівовано 4 січня 2018 у Wayback Machine.]